# Genia Berger
Pour les articles homonymes, voir Berger (homonymie).
 (août 2021).
La mise en forme du texte ne suit pas les recommandations de Wikipédia : il faut le « wikifier ».
Les points d'amélioration suivants sont les cas les plus fréquents :
- Les titres sont pré-formatés par le logiciel. Ils ne sont ni en capitales, ni en gras.
- Le texte ne doit pas être écrit en capitales (les noms de famille non plus), ni en gras, ni en italique, ni en « petit »…
- Le gras n'est utilisé que pour surligner le titre de l'article dans l'introduction, une seule fois.
- L'italique est rarement utilisé : mots en langue étrangère, titres d'œuvres, noms de bateaux, etc.
- Les citations ne sont pas en italique mais en corps de texte normal. Elles sont entourées par des guillemets français : « et ».
- Les listes à puces sont à éviter, des paragraphes rédigés étant largement préférés. Les tableaux sont à réserver à la présentation de données structurées (résultats, etc.).
- Les appels de note de bas de page (petits chiffres en exposant, introduits par l'outil «  Source ») sont à placer entre la fin de phrase et le point final[comme ça].
- Les liens internes (vers d'autres articles de Wikipédia) sont à choisir avec parcimonie. Créez des liens vers des articles approfondissant le sujet. Les termes génériques sans rapport avec le sujet sont à éviter, ainsi que les répétitions de liens vers un même terme.
- Les liens externes sont à placer uniquement dans une section « Liens externes », à la fin de l'article. Ces liens sont à choisir avec parcimonie suivant les règles définies. Si un lien sert de source à l'article, son insertion dans le texte est à faire par les notes de bas de page.
- La présentation des références doit suivre les conventions bibliographiques. Il est recommandé d'utiliser les modèles {{Ouvrage}}, {{Chapitre}}, {{Article}}, {{Lien web}} et/ou {{Bibliographie}}. Le mode d'édition visuel peut mettre en forme automatiquement les références.
- Insérer une infobox (cadre d'informations à droite) n'est pas obligatoire pour parachever la mise en page.

Pour une aide détaillée, merci de consulter Aide:Wikification.
Si vous pensez que ces points ont été résolus, vous pouvez retirer ce bandeau et améliorer la mise en forme d'un autre article.
 (août 2021).
Genia Berger (1907-2000) est une artiste israélienne, née dans l'Empire russe.

## Biographie
Genia Berger est née à Kharkov en 1907, l'Ukraine moderne, dans une famille traditionnelle et sioniste. En 1925, elle s'installe en Allemagne, où elle étudie l'art. En 1926, elle immigre en Palestine et commence à étudier simultanément l'architecture au Technion Montefiore et la peinture dans l'atelier de Yitchak Frankel à Tel-Aviv. Fin 1929, elle retourne à Berlin, où elle commence à étudier la peinture et la scénographie à l'Académie des Beaux-Arts. En 1933, elle retourne en Palestine et commence à gagner sa vie en dessinant des décors. De 1935 à 1937, elle réside à Paris. En 1953, elle est devenue l'une des fondatrices du village d'artistes d'Ein Hod dans le nord d'Israël.
Les premiers travaux de Berger, influencés par l'art français, étaient dans le style de la peinture postimpressionniste. Néanmoins, entre 40 et 60 ans, elle se concentre principalement sur la scénographie pour le théâtre et l'opéra en Israël. Ses créations ont été considérablement influencées par l'art décoratif moderniste russe. Ses œuvres comprennent la scénographie pour Le Roi Salomon et le Cordonnier (Théâtre Ohel, 1943), Bar Kokhba (Théâtre Ohel, 1945), Khovanshchina (Opéra national d'Israël, 1952), Kazmirov Brothers (Habima, 1956) et plus. Dans les années 1950, Genia Berger est revenue à la peinture et a commencé à sculpter et à créer des reliefs en céramique. Ses œuvres se caractérisent par un aspect décoratif,.